# کنترل فرایند

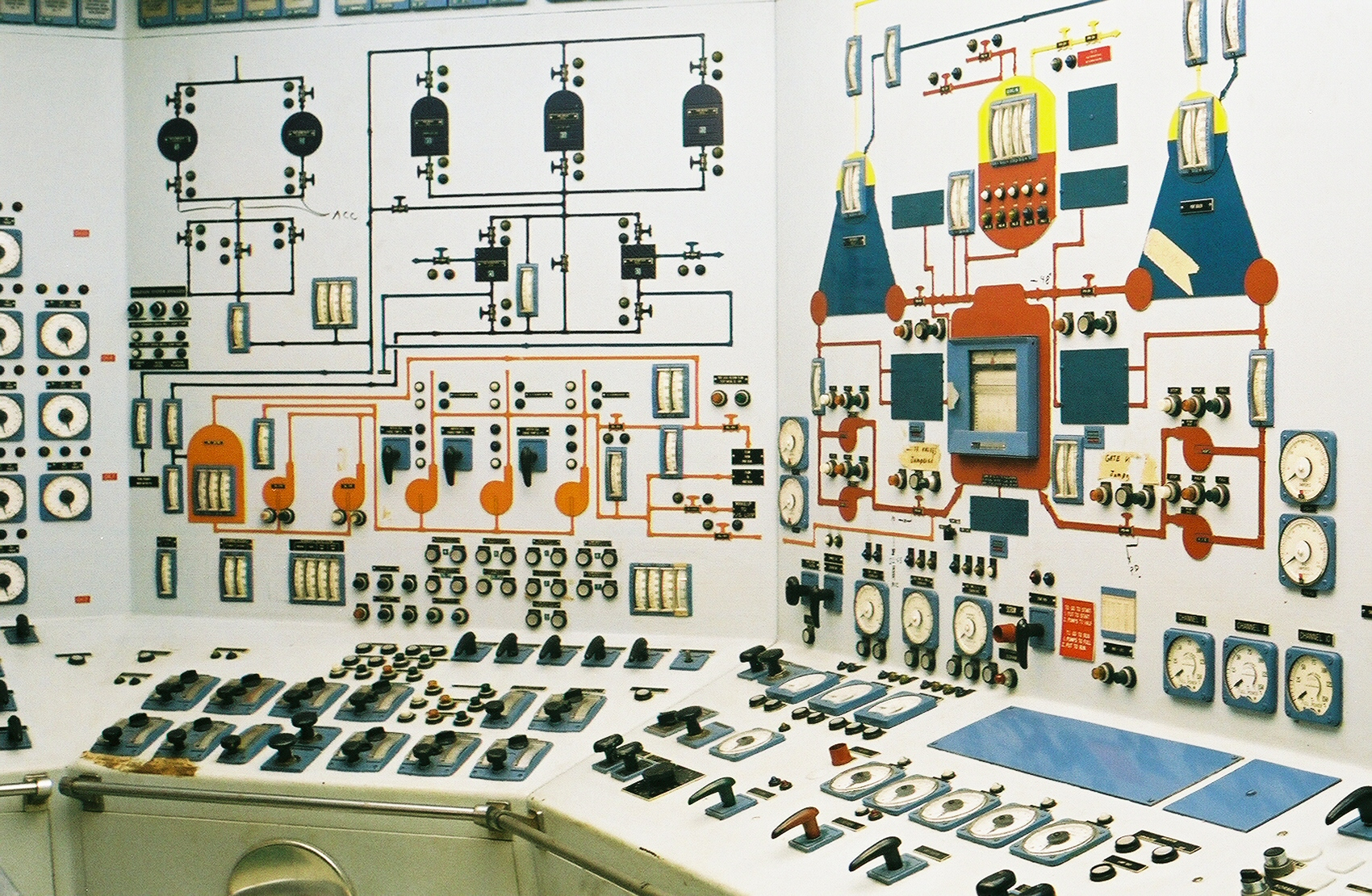

کنترل فرایند (process control) یک رشتهٔ مهندسی است که برای حفظ خروجی یک فرایند خاص در محدودهٔ مورد نظر معماری‌هایی را شکل می‌دهد و مکانیزم‌ها و الگوریتم‌هایی ایجاد می‌کند.
کنترل فرایند به‌طور گسترده در صنعت مورد استفاده قرار می‌گیرد و قادر به تولید انبوه فرایندهای مستمر مانند پالایش نفت، تولید کاغذ، مواد شیمیایی، نیروگاه‌های برق و بسیاری از صنایع دیگر است. کنترل فرایند به وسیلهٔ یک هیئت کوچک از پرسنل عامل فرایند اتوماسیون را انجام می‌دهد که می‌تواند یک فرایند پیچیده را از یک اتاق کنترل مرکزی تحت نظر داشته باشد.

## سابقه
کنترل فرایند می‌تواند از بازخوردها استفاده کند یا ممکن است به صورت حلقه‌های باز باشد. کنترل همچنین می‌تواند به صورت پیوسته (مانند کروز "پایش" کنترل خودرو) یا به صورت ترتیبی از رویدادهای گسسته (مانند یک تایمر در آب پاش چمن "روشن / خاموش" یا اعمال کنترل بر یک آسانسور "توالی منطقی") باشد.
ترموستات در بخاری یک نمونه از کنترل است که روشن یا خاموش می‌شود. سنسور دما، منبع حرارت را در صورتی که درجه حرارت زیر نقطه تعیین‌شده باشد، روشن می‌کند و در هنگامی که درجهٔ حرارت به نقطه تعیین‌شده رسیده باشد، منبع حرارت را خاموش می‌کند. هیچ سنجشی برای تفاوت بین نقطه تعیین‌شده و درجه حرارت اندازه‌گیری‌شده وجود ندارد (به عنوان مثال هیچ سنجش خطایی وجود ندارد) و هیچ تنظیمی برای نرخی که گرما اضافه می‌شود، وجود ندارد.
یک مثال از کنترل‌های بازخوردی، کنترل پایشی یک خودرو است. در این مثال، سرعت، یک متغیر سنجشی است. اپراتور (راننده) نقطهٔ تعیین‌شده را برای سرعت تنظیم می‌کند (برای مثال ۱۰۰ کیلومتر بر ساعت) و کنترل‌کننده سنسور سرعت را پایش می‌کند و سرعت سنجیده‌شده را با نقطهٔ مرجع مقایسه می-کند. هر انحراف مانند تغییر شیب، اصطکاک، سرعت باد یا حتی انحرافی که به دلیل استفاده از انواع مختلف سوخت است (به عنوان مثال یک ترکیب اتانول) توسط کنترل‌کننده به وسیلهٔ تنظیم سوپاپ سوخت که یک متغیر دستکاری‌شده است، اصلاح می‌شود. اگرچه تنظیمات به عنوان متغیر تنظیمی‌ای شناخته می‌شوند که برای رسیدن به کنترل پایدار است، ولی کنترل‌کننده فقط بر اساس اطلاعاتی که در مورد خطا (اندازه، میزان تغییر یا خطای تجمعی) دارد، قضاوت می‌کند. عملیات یک چنین کنترل‌کننده-هایی موضوع نظریهٔ کنترل است.
دستگاه کنترل مورد استفاده، کنترل‌کننده منطقی قابل برنامه‌ریزی یا PLC نامیده می‌شود. این دستگاه مجموعه‌ای از ورودی‌های دیجیتال و آنالوگی که مجموعه‌ای از گزاره‌های منطقی را پیاده‌سازی می‌کنند، می-خواند و در پایان این دستگاه مجموعه‌ای از خروجی‌های دیجیتال و آنالوگ را تولید می‌کند.
برای مثال، اگر یک دریچهٔ قابل تنظیم برای نگه‌داشتن سطح مخزن استفاده شود. حکم منطقی، فشار معادل نقطهٔ تعیین‌شده را با نقطهٔ خوانده‌شده توسط سنسور مقایسه می‌کند و میزان باز¬ یا بسته بودن دریچه را برای ثابت نگه‌داشتن سطح مخزن تعیین می‌کند. خروجی PLC میزان افزایشی تغییر در موقعیت دریچه را محاسبه می‌کند. سیستم‌های پیچیده‌تر را می‌توان توسط سیستم توزیع کنترل (DCS) یا سیستم SCADA کنترل کرد.

## انواع فرایندهایی که از کنترل فرایند استفاده می‌کنند
در عمل، فرایندها را می‌توان به یک یا چند نوع از اشکال زیر کنترل نمود:
- گسسته: این نوع در بسیاری از فرایندهای تولید، حرکت و بسته‌بندی کاربردی استفاده می‌شود. مونتاژ روباتیک که در تولید اتومبیل کاربرد دارد می‌تواند به عنوان یک فرایند کنترل گسسته باشد. بیشتر فرایندهای ساخت و تولیدی گسسته شامل تولید قطعات جداگانه‌ای از محصولات می‌شود؛ مانند ماشین پرس فلزات.
- دسته‌ای: در برخی از کاربردها لازم است تا میزان مشخصی از مواد خام در مسیر خاصی برای مدت زمان معینی ترکیب شوند تا محصول میانی یا نهایی تولید گردد. یک مثال تولید چسب و سریش است که نیاز است مقدار خاصی از مواد خام برای مدت زمان معینی در یک ظرف گرم‌شده ترکیب شوند تا میزان مشخصی از محصول نهایی تولید شود. مثال مهم دیگر در تولید مواد غذایی، نوشیدنی و دارو است. فرایندهای دسته‌ای به منظور تولید کم محصول در هر سال استفاده می‌شود (از چند پوند تا میلیون‌ها پوند).
- پیوسته: اغلب اوقات یک سیستم فیزیکی از طریق متغیرهایی که در طول زمان گسستگی ندارند و بدون وقفه هستند به نمایش در می‌آیند. کنترل دمای آب در یک کت گرمایشی یک مثال برای کنترل فرایند پیوسته است. برخی از فرایندهای پیوستهٔ مهم، فرایندهای تولید سوخت، مواد شیمیایی و پلاستیک هستند. فرایندهای پیوسته در ساخت و تولید برای تولید مقدار زیادی از محصول در هر سال استفاده می‌شوند (از میلیون‌ها تا میلیاردها پوند).

کاربردهایی که مولفه‌هایی از سه نوع کنترل فرایند گسسته، دسته‌ای و پیوسته را دربرمی‌گیرند، کاربردهای ترکیبی نامیده می‌شوند.

## مثال‌ها
- یک سیستم ترمز ضد- قفل یک مثال پیچیده است که شامل چندین ورودی، شرایط و خروجی‌ها می‌شود.
- کنترل پایداری هواپیما یک نمونه بسیار پیچیده با استفاده از ورودی‌های مختلف و خروجی‌های متنوع است.